# Laurențiu Rebega
Laurențiu Rebega, né le 20 juillet 1976 à Vălenii de Munte, est un homme politique roumain. 
Il est député au Parlement européen de 2014 à 2019. En Roumanie, il est successivement membre du Parti conservateur, du Parti Roumanie unie puis de Pro Romania.

## Biographie
Lors des élections européennes de 2014, Laurențiu Rebega est élu au Parlement européen sur la liste d'union PSD-UNPR-PC. 
Siégeant d’abord au sein du groupe Alliance progressiste des socialistes et démocrates au Parlement européen (S&D), Laurențiu Rebega rejoint en juillet 2015 le groupe Europe des nations et des libertés (ENL). À ce propos il déclare : « Les discussions avec Marine Le Pen vont uniquement avoir lieu afin d'obtenir des choses concrètes pour l'image des Roumains dans l'UE. L'objectif principal est que les partis nationalistes de l'UE, qui composent ce groupe, trouvent des points communs et fassent la différence entre les Roumains qui travaillent dans l'UE et les Tziganes ». En janvier 2017, il se porte candidat à la présidence du Parlement européen au nom du groupe ENL. En 2018, il quitte le groupe ENL, puis rejoint les Conservateurs et réformistes européens (CRE).
En parallèle, en Roumanie, après avoir été membre du Parti conservateur (PC) avant 2015, puis du Parti Roumanie unie (PRU) en 2015, il rejoint en 2018 le parti Pro Romania de Victor Ponta,.